# 台灣海水浴場
台灣海水浴場濫觴於日治時代。海水浴場的觀念在19世紀陸續風靡歐洲，日本明治維新後傳入日本，並於統治台灣時引入。
台灣海岸線長而彎曲，在西部地區為沙岸地質，約1909年開始從淡水、安平、西子灣，由官方色彩俱樂部開設。1930年之後轉型大眾化浴場，基隆、崎頂等地興起的海水浴場設有溜滑梯、盪鞦韆等遊憩設施。

## 管理單位
管理單位之執行機關為各鄉鎮市公所。

## 一覽

### 北臺灣
- 新北市
  - 洲子灣海水浴場
  - 白沙灣海水浴場
  - 金沙灣海水浴場
  - 翡翠灣海水浴場
  - 龍門公園海水浴場
  - 鹽寮海水浴場
  - 福隆海水浴場
  - 萬里海水浴場

- 基隆市
  - 大武崙白沙灘
  - 外木山海水浴場

- 桃園市
  - 竹圍海水浴場
  - 觀音海水浴場

- 宜蘭縣
  - 外澳海水浴場

### 中臺灣
- 苗栗縣
  - 崎頂海水浴場
  - 通霄海水浴場
- 臺中市
  - 大安海水浴場
- 雲林縣
  - 三條崙海水浴場

### 南臺灣
- 臺南市
  - 馬沙溝海水浴場
  - 鯤鯓海水浴場

- 高雄市
  - 西子灣海水浴場
  - 旗津海水浴場

- 屏東縣
  - 南灣海水浴場
  - 小灣海水浴場
  - 墾丁海水浴場

### 東臺灣
- 花蓮縣
  - 磯崎海水浴場

- 臺東縣
  - 杉原海水浴場

### 離島
- 澎湖縣
  - 觀音亭海水浴場
  - 嵵裡海水浴場
  - 隘門沙灘

- 金門縣
  - 溪邊海水浴場